# Ceratopsion ferula
Ceratopsion ferula är en svampdjursart som beskrevs av Hooper 1991. Ceratopsion ferula ingår i släktet Ceratopsion och familjen Raspailiidae.
Artens utbredningsområde är havet kring Australien. Inga underarter finns listade i Catalogue of Life.